# HD 50747
HD50747 — хімічно пекулярна зоря спектрального класу A4, що має видиму зоряну величину в смузі V приблизно  5,4.
Вона  розташована на відстані близько 484,6 світлових років від Сонця.

## Фізичні характеристики
Зоря HD50747 обертається 
досить швидко 
навколо своєї осі. Проєкція її екваторіальної швидкості на промінь зору становить  Vsin(i)= 67км/сек.